# Samborowo (gromada)
Samborowo – dawna gromada, czyli najmniejsza jednostka podziału terytorialnego Polskiej Rzeczypospolitej Ludowej w latach 1954–1972.
Gromady, z gromadzkimi radami narodowymi (GRN) jako organami władzy najniższego stopnia na wsi, funkcjonowały od reformy reorganizującej administrację wiejską przeprowadzonej jesienią 1954 do momentu ich zniesienia z dniem 1 stycznia 1973, tym samym wypierając organizację gminną w latach 1954–1972.
Gromadę Samborowo z siedzibą GRN w Samborowie utworzono – jako jedną z 8759 gromad na obszarze Polski – w powiecie ostródzkim w woj. olsztyńskim na mocy uchwały nr 22 WRN w Olsztynie z dnia 4 października 1954. W skład jednostki weszły obszary dotychczasowych gromad Nastajki, Samborowo i Wirwajdy ze zniesionej gminy Tyrowo oraz miejscowość Boguszewo z dotychczasowej gromady Boguszewo ze zniesionej gminy Miłomłyn, w tymże powiecie. Dla gromady ustalono 12 członków gromadzkiej rady narodowej.
31 grudnia 1961 do gromady Samborowo włączono kolonie Gil Mały, Gil Wielki i Ostrów Wielki ze zniesionej gromady Liwa oraz wieś Tyrowo ze zniesionej gromady Tyrowo w tymże powiecie.
30 czerwca 1968 do gromady Samborowo włączono wsie Reszki i Turznica, PGR-y Podlesie i Smykówko oraz osady Ciemniak, Gierłoż i Stara Gierłoż ze zniesionej gromady Reszki w tymże powiecie.
Gromada przetrwała do końca 1972 roku, czyli do kolejnej reformy gminnej.